# Myriodontium keratinophilum
Myriodontium keratinophilum är en svampart som beskrevs av Samson & Polon. 1978. Myriodontium keratinophilum ingår i släktet Myriodontium, divisionen sporsäcksvampar och riket svampar.   Inga underarter finns listade i Catalogue of Life.